# Districtul Guemar
Guemar este un district din provincia El Oued, Algeria.